# Operación Blue Orchid
La Operación Blue Orchid fue una operación conjunta entre Estados Unidos y Rusia para desmantelar una red de pornografía infantil denominada como Blue Orchid o Blue Orchid 2000. Su fundador Vsevolod Solntsev-Elbe, había fundado un sitio web en línea para la venta y  difusión de material ilícito. Fueron detenidos cuatro estadounidenses y cinco rusos (entre ellos el fundador de la organización), además de abrirse una línea de investigación a 20 personas más.

## Desmantelamiento
La Operación Blue Orchid comenzó en mayo de 2000, luego de que un informante presentara a las autoridades datos sobre el sitio web "Blue Orchid", mismo que ofrecía la venta de imágenes y videos pornográficos en línea o cintas VHS en los que se involucraba a menores de edad en actos sexuales. De acuerdo a Kevin Delli-Colli, director del Centro de Contrabando Cibernético de la Aduana norteamericana, en los vídeos se exhibían abusos físicos y sexuales contra niños varones desde los 8 años. El precio del material oscilaba entre los 200 y 300 dólares.  Se estimó que durante un año, Blue Orchid vendió contenido ilegal a 28 países vía internet. En el sitio web se ofrecían también "ofertas" para compradores habituales, excursiones de turismo sexual y películas personalizadas a petición del propio cliente.
La operación conllevó al arresto de cuatro estadounidenses, cinco rusos (entre ellos Vsevolod Solntsev-Elbe, fundador de la organización), además de abrirse investigación contra 20 personas cuyos nombres aparecían en las listas de correo electrónico de la página. Dos miembros de la organización murieron durante el operativo, en el que además se incautaron más de 400 películas, un equipo de copiado de video y un código de barras. La Aduana de Estados Unidos declaró que la Operación Blue Orchid había sido "todo un éxito".